# 永鳳
永鳳（えいほう）は、五胡十六国時代、前趙（当時の国号は漢）の君主劉淵の治世に使用された元号。308年10月 - 309年4月。

## 西暦・干支との対照表
| 永鳳 | 元年  | 2年   |
| 西暦 | 308年 | 309年 |
| 干支 | 戊辰  | 己巳  |

## 他年号との対照表
| 永鳳 | 元年  | 2年   |
| 西晋 | 永嘉2 | 永嘉3 |
| 成漢 | 晏平3 | 晏平4 |